# Dielsiothamnus divaricatus
Dielsiothamnus divaricatus är en kirimojaväxtart som först beskrevs av Friedrich Ludwig Diels, och fick sitt nu gällande namn av Robert Elias Fries. Dielsiothamnus divaricatus ingår i släktet Dielsiothamnus och familjen kirimojaväxter. Inga underarter finns listade i Catalogue of Life.